# Pierre Laigle
Pierre Laigle (ur. 9 września 1970 w Auchel) – francuski piłkarz występujący na pozycji pomocnika.

## Kariera klubowa
Laigle zawodową karierę rozpoczynał w 1990 roku w klubie RC Lens z Division 2. W 1991 roku awansował z nim do Division 1. W tych rozgrywkach zadebiutował 20 lipca 1991 roku w przegranym 0:2 pojedynku z FC Metz. W 1994 roku zdobył z zespołem Puchar Ligi Francuskiej. W Lens spędził 6 lat.
W 1996 roku odszedł do włoskiej Sampdorii z Serie A. Jej barwy reprezentował przez 3 lata. W tym czasie rozegrał tam 90 spotkań i zdobył 9 bramek. W 1999 roku wrócił do Francji, gdzie został graczem zespołu Olympique Lyon (Division 1). W 2001 roku wywalczył z nim wicemistrzostwo Francji oraz Puchar Ligi Francuskiej, a w 2002 roku mistrzostwo Francji.
W tym samym roku Laigle przeszedł do ekipy Montpellier HSC, także grającej w ekstraklasie. Spędził tam 2 lata. W 2004 roku odszedł do AS Saint-Priest, gdzie w 2007 roku zakończył karierę.

## Kariera reprezentacyjna
W reprezentacji Francji Laigle zadebiutował 21 lutego 1996 roku w wygranym 3:1 towarzyskim meczu z Grecją. W latach 1996–1997 w drużynie narodowej rozegrał w sumie 8 spotkań i zdobył 1 bramkę.